# Türker Demirhan
Türker Demirhan (* 11. Januar 1983 in Izmir) ist ein türkischer Fußballspieler.

## Karriere

### Verein
Demirhan begann seine Vereinsfußballkarriere 1999 in der Jugend von Karşıyaka SK. Zwei Jahre später wurde er mit einem Profivertrag ausgestattet in den Kader der Profis aufgenommen. Hier etablierte er sich schnell und spielte die nachfolgenden fünf Jahre hier. In der Drittligasaison 2002/03 wurde er mit seinem Verein Meister der TFF 2. Lig und stieg in die TFF 1. Lig auf.
Zum Sommer 2006 wechselte er innerhalb der Liga zu Gaziantep Büyükşehir Belediyespor. Nach zwei Jahren für diesen Verein kehrte er 2008 in seine Heimatstadt Izmir zurück und steuerte beim Drittligisten Bucaspor an. Bereits in seiner ersten Saison für diesen Verein feierte er die Meisterschaft der TFF 2. Lig und damit den Aufstieg in die TFF 1. Lig. In die 1. Lig aufgestiegen, wurde man hier Vizemeister und stieg damit das zweite Mal in Folge auf. Dieses Mal in die Süper Lig.
Nach dem Aufstieg in die Süper Lig mit Bucaspor, verließ Demirhan diesen Verein und wechselte innerhalb der Stadt zum Drittligisten Göztepe Izmir. Mit Göztepe beendete man die Drittligasaison 2010/11 als Meister und stieg in die TFF 1. Lig auf. Nachdem Demirhan noch ein Jahr für Göztepe folgte er im Sommer 2012 seinem Trainer Özcan Kızıltan und wechselte in die TFF 2. Lig zu Yeni Malatyaspor.
Im Frühjahr 2013 wechselte er innerhalb der Liga zu Fethiyespor. Hier erreichte er mit der Mannschaft den Playoffsieg der Liga und dadurch den Aufstieg in die TFF 1. Lig. Nach diesem Erfolg verließ er im Sommer 2013 den Verein wieder.

### Nationalmannschaft
Demirhan spielte 2004 ein Mal für die Türkische U-21-Nationalmannschaft.

## Erfolge
Mit Karşıyaka SK
- Meister der TFF 2. Lig: 2002/03
- Aufstieg in die TFF 1. Lig: 2002/03

Mit Bucaspor
- Meister der TFF 2. Lig: 2008/09
- Aufstieg in die TFF 1. Lig: 2008/09
- Vizemeister der TFF 1. Lig: 2009/10
- Aufstieg in die Süper Lig: 2009/10

Mit Göztepe Izmir
- Meister der TFF 2. Lig: 2010/11
- Aufstieg in die TFF 1. Lig: 2010/11

Mit Fethiyespor
- Playoffsieger der TFF 2. Lig: 2012/13
- Aufstieg in die TFF 1. Lig: 2012/13